# Chapelle-des-Bois
Chapelle-des-Bois település Franciaországban, Doubs megyében. Lakosainak száma 259 fő (2022. január 1.). Chapelle-des-Bois Châtelblanc, Bellefontaine, Bois-d’Amont, Foncine-le-Bas, Foncine-le-Haut, Lac-des-Rouges-Truites és Morbier községekkel határos.

## Népesség
A település népességének változása:
| Lakosok száma | 179  | 217  | 202  | 278  | 258  | 255  | 253  | 255  | 256  | 259  |
|               | 1968 | 1982 | 1990 | 2006 | 2013 | 2015 | 2017 | 2019 | 2020 | 2022 |